# Джек «Легс» Даймонд
Джек «Легс» Даймонд (англ. Jack «Legs» Diamond; 10 июля 1897, Филадельфия, Пенсильвания — 18 декабря 1931, Олбани), также известный как Джентльмен Джек — ирландско-американский гангстер в Филадельфии и Нью-Йорке времён Сухого закона. Бутлегер и близкий партнёр гангстера Арнольда Ротштейна, переживший множество покушений на свою жизнь в период с 1916 по 1931 год, из-за чего его стали называть «глиняным голубем преисподней».

## Биография
Родился в семье Сары и Джона Даймондов, которые в 1891 году эмигрировали из Ирландии в США и поселились в Филадельфии. В 1899 году родился младший брат Джека — Эдди Даймонд. Сара страдала от тяжёлого артрита и других проблем со здоровьем. 24 декабря 1913 года она умерла от осложнений, вызванных бактериальной инфекцией и высокой температурой. Вскоре после этого отец с детьми переехал в Бруклин.
Даймонд присоединился к нью-йоркской уличной банде «Хадсон Дастерс». Впервые был арестован за то, что ворвался в ювелирный магазин 4 февраля 1914 года, после чего на протяжении всей его жизни последовали многочисленные аресты.
В годы Первой мировой войны Даймонд служил в армии США, но в 1918 или 1919 году дезертировал, был осуждён и заключён в тюрьму.
После освобождения из тюрьмы в 1919 году Даймонд стал бандитом, а затем личным телохранителем Арнольда Ротштейна.
16 октября 1927 года Даймонд попытался предотвратить убийство «Маленького Оги» (Джейкоба Оргена). Брат Даймонда Эдди был телохранителем Оргена, но Джек Даймонд заменил Эдди в тот день. Когда Орген и Даймонд шли по улице в Нижнем Ист-Сайде Манхэттена, к ним подошли трое молодых людей и начали стрелять. Орген был смертельно ранен, а Джек получил две пули ниже сердца. Вовремя оказанная в больнице Беллвью медицинская помощь спасла ему жизнь. Полиция допросила Даймонда в больнице, но он отказался опознать подозреваемых или каким-либо образом помочь расследованию. Сначала полиция подозревала, что Даймонд был соучастником, и обвиняла его в убийстве, но впоследствии обвинение было снято. Возможно, покушавшиеся были наняты Луи Бухалтером и Гуррой Шапиро.
После смерти Оргена Даймонд попытался установить контроль за продажей алкогольной продукции в центре Манхэттена. Это привело его к конфликту с другим бутлегером — Голландцем Шульцем, который хотел выйти за пределы своей зоны в Гарлеме. У Даймонда также возникли конфликты с другими бандами в городе.
Даймонд был известен тем, что вёл довольно яркий образ жизни. Он был очень энергичным человеком; его прозвище «Ноги» произошло от того, что он был хорошим танцором или от того, как быстро он мог бежать от своих врагов. Его жена Алиса никогда не поддерживала его образ жизни, но не особо отговаривала его от него. Джек был бабником; его самой известной любовницей была танцовщица Марион «Кики» Робертс. Публика любила Даймонда; в то время он был самой большой знаменитостью в северной части штата Нью-Йорк.
В конце 1920-х Даймонд выезжал в Европу с целью организовать нелегальную доставку спиртного в США, но безрезультатно. Возвратившись в США, занимался рэкетом.
В конце августа 1930 года Даймонд вновь отправился в Европу. Он сообщил журналистам, что едет в Виши во Франции, где будет лечиться минеральными водами. Однако настоящая цель заключалась в том, чтобы найти источники ржаного виски в Германии для нелегального ввоза в Соединённые Штаты. Во время поездки Даймонд выиграл несколько тысяч долларов в покер у других пассажиров, которые относились к нему как к знаменитости. Однако как только Даймонд сошёл в Антверпене, то был арестован полицией. В ответ на согласие добровольно покинуть страну его посадили на поезд в Германию. По прибытии в город Экс-ла-Шапель (ныне Аахен), Даймонд был арестован сотрудниками немецких спецслужб. 6 сентября правительство Германии решило выслать Даймонда из страны. Его отвезли в Гамбург и посадили на грузовое судно, отправлявшееся в Филадельфию. 23 сентября, прибыв в Филадельфию, Даймонд был немедленно арестован сотрудниками местной полиции. В тот день на судебном заседании судья сказал, что освободит Даймонда, если он покинет Филадельфию в течение часа. Даймонд согласился.
12 октября 1930 года Даймонд был ранен в отеле Monticello на западной стороне Манхэттена. Двое мужчин ворвались в комнату Даймонда и выстрелили в него пять раз. Даймонд выбрался в коридор в пижаме и рухнул. Когда позже его спросил комиссар полиции Нью-Йорка, как ему удалось выйти из комнаты, Даймонд сказал, что сначала он выпил две порции виски. Даймонд был доставлен в больницу на Манхэттене, где ему оказали помощь. 30 декабря 1930 года он был выписан. 21 апреля 1931 года Даймонд был арестован в Катскилле, штат Нью-Йорк, по обвинению в разбойном нападении. Два дня спустя он был освобождён из окружной тюрьмы под залог в 25 000 долларов.
27 апреля 1931 года Даймонд был снова ранен, на этот раз в гостинице «Аратога Инн» в Нью-Йорке. Поев в столовой с тремя компаньонами, Даймонд шёл к входной двери, но, получив три пули, рухнул у двери. Местный житель отвёз Даймонда в больницу в Олбани, штат Нью-Йорк, где тот в конце концов выздоровел. 1 мая, когда Даймонд ещё находился в больнице, полиция штата Нью-Йорк изъяла контрабандное пиво и алкоголь на сумму более 5000 долларов из его тайников в гостинице «Аратога».
В августе 1931 года Даймонд и Пол Кватрокки предстали перед судом за бутлегерство. В том же месяце он был осуждён и приговорен к четырём годам тюремного заключения. В сентябре 1931 года Даймонд обжаловал приговор.
18 декабря 1931 года Даймонд был убит в жилом доме в Олбани. После судебного разбирательства по обвинению в похищении Диамонд отмечал оправдательный приговор с семьёй и друзьями в ресторане. В 01:00 ночи Даймонд навестил свою любовницу Марион «Кики» Робертс. В 04:30 утра Даймонд вернулся в свою комнату и вскоре получил три пули в затылок. Убийство осталось нераскрытым.
23 декабря 1931 года Джек Даймонд был похоронен на кладбище Маунт-Оливет в Маспете, Куинс. Там не было церковной службы или церемонии на могиле, присутствовало около двухсот родственников и зрителей, криминальные фигуры не были замечены.
1 июля 1933 года вдова Даймонда, Алиса Кенни Даймонд, была найдена застреленной в своей квартире в Бруклине. Возможно, она погибла как ненужный свидетель.

## Память
В 1960 году был снят фильм «Взлёт и падение Легса Даймонда».
В честь Легса Даймонда названа одноименная рок-группа Legs Diamond.